# King Foxx
King Foxx é o terceiro mixtape da rapper americana Tiffany Foxx, lançado em 16 de junho de 2014 pela International Rock Star Records. A mixtape foi produzida por DJ Scream. Os créditos de produção incluem Sonny Digital, K.E. on the Track e Zaytoven.
Foxx anunciou pela primeira vez o projeto em dezembro de 2013, com a publicação da obra de arte para a mixtape. Em 10 de março, 2014, ela lançou o single "Young N Thuggin" que caracteriza Young Thug, Pusha T e Chubbie Baby. Ela lançou outro single "Don't Trust Em" em 8 de maio de 2014. Em junho de 2014, ela postou uma obra de arte atualizado para o mixtape.
A mixtape recebeu críticas principalmente positivas, elogiando Foxx por crescer como artista, saindo da sombra de Lil' Kim desde a sua assinatura com a gravadora Queen Bee Entertainment da mesma.

## Faixas
| Edição padrão  |                                                                       |                              |         |  |
| N.º            | Título                                                                | Produtor(es)                 | Duração |  |
| 1.             | "Intro"                                                               | Vega Heartbreak              | 1:53    |  |
| 2.             | "Cdis"                                                                | Sonny Digital                | 2:37    |  |
| 3.             | "Fuck You Thought"                                                    | Bradd Young, Vega Heartbreak | 3:12    |  |
| 4.             | "Selfies"                                                             | DJ Wolfgang                  | 3:40    |  |
| 5.             | "Young N Thuggin" (com Young Thug, Pusha T e Chubbie Baby)            | K.E. on the Track            | 4:41    |  |
| 6.             | "King Foxx" (com Hasini)                                              | Big Fraze                    | 2:10    |  |
| 7.             | "Goaldiggers" (com Tracy T)                                           | Beat Mechanics               | 4:06    |  |
| 8.             | "Uno" (com Fast Life)                                                 | Joe                          | 3:49    |  |
| 9.             | "Don't Trust Em"                                                      | Kid Class                    | 3:28    |  |
| 10.            | "Buy Her What She Wants" (com Chubbie Baby)                           | Beat Mechanics               | 3:34    |  |
| 11.            | "Bet It"                                                              | Zaytoven                     | 3:44    |  |
| 12.            | "Double Cup (Remix)" (com Yo Gotti, Kirko Bangz, Ace Hood, Jim Jones) | K.E. on the Track            | 5:12    |  |
| 13.            | "You're the Reason"                                                   | Kid Class                    | 3:24    |  |
| Duração total: | Duração total:                                                        | Duração total:               | 46:06   |  |